# Gimnástica Medinense
La Gimnástica Medinense es un club de fútbol de España, de la ciudad de Medina del Campo (Provincia de Valladolid) en la comunidad de Castilla y León. Fundado en 1962 y actualmente juega en Primera regional.
Desde el 2000 juega sus partidos como local en el Estadio Municipal de Medina del Campo.
Los colores que identifican al club son el rojo y el blanco, utilizados en forma de rayas verticales en su uniforme titular desde su fundación.
Cuenta en su palmarés con 1 liga de Tercera división, lograda en la temporada 1987-88 en el grupo VIII, grupo en el que participan todas las provincias de Castilla y León. En la promoción de ascenso a Segunda División B consiguió el ascenso de categoría. La temporada 1988-89 participó por primera y última vez en la categoría de bronce ya que descendió como último clasificado del grupo III. Hasta el momento es el único equipo de la Provincia de Valladolid que ha jugado en tercera categoría del fútbol español sin contar a los equipos grandes de la provincia que son el Real Valladolid C.F. y su filial el Real Valladolid C.F. Promesas.

## Historia
El club fue fundado en 1962 con el nombre de Sociedad Deportiva Gimnástica Medinense de la mano del presidente Ángel Martín junto con Roberto Giralda y Ángel Alonso, y ha día de hoy es uno de los equipos más importante de la provincia de Valladolid. Es también el equipo de Valladolid (exceptuando a los de la capital) que más temporadas ha jugado en Tercera División y el único que ha jugado en la tercera categoría del fútbol español y la antigua Segunda División B.
En 1963 consiguió ya el ascenso a Tercera División donde permaneció cinco campañas. Tras doce temporadas en Primera regional, en 1980 volvió a Tercera División, donde comenzaron los mejores años en la historia del club. En la temporada 1987-88 se produjo el mayor éxito en la historia del club, consiguiendo el campeonato de liga y ascendiendo por primera vez en su historia a Segunda División B con "Risu" como entrenador y bajo la presidencia de Saturnino Torío, quien fue también vicepresidente del Real Valladolid. La temporada 1988-89 en la categoría de bronce fue complicada, ya que el club quedó último con 5 victorias en 38 partidos. Tras siete temporadas en Tercera División, y consiguiendo entre otras cosas eliminar al histórico Club Deportivo Numancia de Soria en la Copa del Rey en la temporada 1991-92, el club descendió de nuevo a Primera regional donde permaneció otras tres temporadas, volviendo a Tercera División en 1999. Durante esos seis años se rozó el acceso a la fase de ascenso a Segunda División B, concretamente en la temporada 2000-01 con Alberto del Hierro en la presidencia, Pedro Pérez Duque como entrenador y Román como capitán y jugador referencia de la plantilla más talentosa de las últimas décadas, fruto de la cual se obtendrían dos Trofeos Diputación de Valladolid.
En la temporada 2004-05, el equipo descendió nuevamente a Primera Regional, para una década después protagonizar un nuevo descenso a Primera Provincial (7ª división).
En 2007 modificó su denominación de S.D. Gimnástica Medinense a la de Gimnástica Medinense.
En la temporada 2019-20 el equipo se mantiene Primera Provincial, temporada en la que acabó subcampeón después de 22 jornadas tras suspenderse la liga por la COVID-19.
Después de 8 temporadas en Primera Provincial, en la temporada 2022-23 consiguieron el ascenso a Primera Regional logrando el primer puesto en la clasificación.

## Palmarés

### Torneos nacionales
- Tercera División (1): 1987-88.

| Títulos oficiales                          | Nacionales           | Nacionales | Nacionales | Nacionales | Nacionales | Nacionales | Total |  |   |
| ------------------------------------------ | -------------------- | ---------- | ---------- | ---------- | ---------- | ---------- | ----- |  | - |
| Títulos oficiales                          | Gimnástica Medinense |            |            |            | 1          |            | Total |  | 1 |
| Datos actualizados a 30 de agosto de 2020. |                      |            |            |            |            |            |       |  |   |

### Torneos regionales
- Trofeo Diputación de Valladolid (2): 1999, 2001.

## Datos del club
- Temporadas en 2ªB: 1
- Temporadas en 3.ª: 26
- Temporadas en Regional: ?
- Temporadas en Provincial: ?
- Participaciones en Copa del Rey: 4 (1983-84, 1985-86, 1990-91 y 1991-92)
- Mejor puesto en la liga: 20º (2ªB) (1988-89)
- Peor puesto en la liga: 10.º (Primera División Provincial) (2018-19)
- Puesto actual clasificación histórica de 2ªB de España: 370
- Puesto actual clasificación histórica de la 3ª División de España: 267
- Mayor victoria en liga como local en 2ªB: SD Gimnástica Medinense 3-1 C.D. Don Benito
- Mayor derrota en liga como local en 2ªB: SD Gimnástica Medinense 0-4 At. Madrileño
- Mayor derrota en liga como visitante en 2ªB: At. Madrileño 8-1 SD Gimnástica Medinense[1]

## Estadísticas
Estadísticas actualizadas a fin de temporada 2022-23.

### Estadísticas enSegunda División B
| Torneo                  | P.J. | PUNTOS | P.G. | P.E. | P.P. | G.F. | G.C. | D.G |
| ----------------------- | ---- | ------ | ---- | ---- | ---- | ---- | ---- | --- |
| Partidos en casa        | 19   | 16     | 5    | 6    | 8    | 17   | 30   | -13 |
| Partidos como visitante | 19   | 3      | 0    | 3    | 16   | 12   | 49   | -37 |
| Total                   | 38   | 17     | 5    | 9    | 24   | 29   | 79   | -50 |

### Estadísticas enTercera División
| Torneo                  | P.J. | PUNTOS | P.G. | P.E. | P.P. | G.F. | G.C. | D.G  |
| ----------------------- | ---- | ------ | ---- | ---- | ---- | ---- | ---- | ---- |
| Partidos en casa        | ?    | ?      | ?    | ?    | ?    | ?    | ?    | ?    |
| Partidos como visitante | ?    | ?      | ?    | ?    | ?    | ?    | ?    | ?    |
| Total                   | 954  | 974    | 335  | 210  | 409  | 1156 | 1455 | -299 |

### Estadísticas enPrimera Regional
| Torneo                  | P.J. | PUNTOS | P.G. | P.E. | P.P. | G.F. | G.C. | D.G |
| ----------------------- | ---- | ------ | ---- | ---- | ---- | ---- | ---- | --- |
| Partidos en casa        | ?    | ?      | ?    | ?    | ?    | ?    | ?    | ?   |
| Partidos como visitante | ?    | ?      | ?    | ?    | ?    | ?    | ?    | ?   |
| Total                   | 441  | 651    | 187  | 90   | 164  | 683  | 662  | 21  |

### Estadísticas enPrimera Provincial
También se incluyen los datos de la promoción de ascenso a Primera División Regional de Castilla y León disputada en la temporada 2021-2022 
| Torneo                  | P.J. | PUNTOS | P.G. | P.E. | P.P. | G.F. | G.C. | D.G |
| ----------------------- | ---- | ------ | ---- | ---- | ---- | ---- | ---- | --- |
| Partidos en casa        | ?    | ?      | ?    | ?    | ?    | ?    | ?    | ?   |
| Partidos como visitante | ?    | ?      | ?    | ?    | ?    | ?    | ?    | ?   |
| Total                   | 199  | 370    | 111  | 37   | 51   | 430  | 271  | 159 |

## Uniforme
- Uniforme titular: Camiseta rojiblanca, pantalón y medias azules.

- Uniforme alternativo: Camiseta morada, pantalón blanco y medias moradas.

## Estadio
La Gimnástica Medinense juega sus partidos como local en el Estadio Municipal, situado dentro del complejo deportivo Pablo Cáceres, de Medina del Campo. 
 Anteriormente jugaba sus partidos en el campo de Acción Católica.

## Organigrama deportivo

### Plantilla y cuerpo técnico
- Como exigen las normas de la RFEF desde la temporada 2019-20 en 2ªB y desde la 2020-21 para 3.ª, los jugadores de la primera plantilla deberán llevar los dorsales del 1 al 22, reservándose los números 1 y 13 para los porteros y el 25 para un eventual tercer portero. Los dorsales 23, 24 y del 26 en adelante serán para los futbolistas del filial, y también serán fijos y nominales.[2]
- En 1.ª y 2.ª desde la temporada 1995-96 los jugadores con dorsales superiores al 25 son, a todos los efectos, jugadores del filial y como tales, podrán compaginar partidos con el primer y segundo equipo. Como exigen las normas de la LFP, los jugadores de la primera plantilla deberán llevar los dorsales del 1 al 25. Del 26 en adelante serán jugadores del equipo filial.
- La lista incluye sólo la principal nacionalidad de cada jugador. Algunos de los jugadores no europeos tienen doble nacionalidad de algún país de la UE:

```
LEYENDA
 
* 
Canterano
: 
 
* 
Pasaporte europeo
: 
 
* 
Extracomunitario sin restricción
: 

* Extracomunitario: 
 
* 
Formación
: 
```